# 穆尔塔达汗
穆尔塔达汗（?—1491年），是金帐汗国的残余大帐汗国阿黑麻汗的长子。
1481年，阿黑麻汗被伊巴克汗杀害后，穆尔塔达汗和弟弟谢赫·阿合马和赛亦得·阿黑麻二世继承了大帐汗国。他们已经不具备他们父亲那样的权力，但还可以聚集足够的支持者。他们击败了克里米亚汗国的军队，渐渐恢复大帐汗国，但兄弟间仍不断冲突，三兄弟都想争夺汗位。1491年，克里米亚汗国联合莫斯科公国出兵大帐汗国，奥斯曼帝国也支持克里米亚汗国。到11月大帐汗国已部分瓦解并入诺盖汗国，穆尔塔达汗同年死去。